# Soto-Maki-Komi

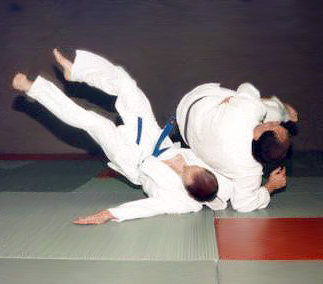
Photo de deux judokas dont un qui procède à la technique.

Soto-Maki-Komi (enroulement extérieur, en japonais : 外巻込) est une technique de projection du judo. 
Soto-Maki-Komi est la 7e technique du 4e groupe du Gokyo. Soto-Maki-Komi fait partie des techniques avec le côté sur le sol (Yoko-Sutemi-Waza).